# 明特恩 (科罗拉多州)
明特恩（英語：Minturn），是美国科罗拉多州伊格尔县下属的一座城市。建市于1904年11月23日，面积大约为7.754平方英里（20.082平方公里）。根据2010年美国人口普查，该市有人口1,027人。2011年估计该市有人口1,023人，相比2010年人口增长率为-0.39%。同时，论人口该市是科罗拉多州第142大城市。